# Ella Koopman
Ella Willemina Koopman (Dordrecht, 13 april 1947) is een Nederlands textielontwerpster.
Ze studeerde tussen 1965 en 1972 schilder- en beeldhouwkunst aan de Kunstacademie Rotterdam en aan de Rijksacademie Amsterdam. Vanaf 1975 werkte ze als kunstschilder. Midden jaren tachtig begon ze te experimenteren met niet opgespannen stukken linnen, die door vouwen, plooien en stikken reliëf kregen, waarna ze beschilderd werden. In haar visie konden de doeken als schilderijen aan de wand gehangen worden, maar ook gebruikt worden als sjaals of omslagdoeken of als meubelbekleding. 
Ella Koopman heeft samengewerkt met de Amerikaanse kunstenaar Richard Tuttle, met couturiers als Claude Montana, Frans Molenaar en Mart Visser, met de hoedenontwerpster Maria Olsthoorn en de schoenenontwerper Jan Jansen.
Sinds 1985 is werk van haar onder meer geëxposeerd in het Westfries Museum, het Gemeentemuseum Den Haag, het TextielMuseum in Tilburg en in New York.
De werken van Koopman zijn ook te vinden in interieurs, zoals in het Maagdenhuis van de Universiteit van Amsterdam, in cruiseschepen van de Holland-Amerika Lijn, in het crematorium te Breda en in de raadszaal en het restaurant van het raadhuis van Schiedam.

## Portfolio
- 2017 Groepsexpositie Breekijzer Breekt Uit, Foto21 Bredevoort Groepsexpositie  FKK, Bocholt, Duitsland Expositie Keramiek in het ICER, Ulft
- 2016 Expositie in de Pelzerhäuser, Emden
- 2013 Vervolgopdracht doeken nieuw gebouw CHDR Leiden
- 2009 Exposorium Vrije Universiteit, Amsterdam, Repeterende Structuren
- 2008 Kunst op Kamers, De Rijp Expositie Il Mercatore d'Oriente, Verona
- 2007 Doeken Agnietenkapel, Universiteit van Amsterdam
- 2006 Expositie Hoed U i.s.m. Maria Olsthoorn, Noordbroek
- 2004 Museum Waterland, Purmerend, Nieuwe Nederlandse Vormgeving Lichtontwerpen
- 2001 Doeken voor de Van Assendelft kapel in de Sint Jacobskerk, Den Haag Expositie Museum Rijswijk : Textielkunst in Nederland Cover en Feature voor boekwerk: Textile Art in the Netherlands
- 1999 Collectie interieurstoffen: Changing Views, Christian Fischbacher, Basel
- 1999 Samenwerking met Louis Féraud, Parijs, wintercollectie 1999
- 1998 Regentessenkamer Maagdenhuis Universiteit van Amsterdam
- 1997 Doeken voor: Vip restaurants in de Amsterdam Arena Atrium van het CHDR gebouw, Leiden Stadhuis Schiedam
- 1996 Solotentoonstelling Fabric in Form in het Kunstmuseum Den Haag. Samenwerking met Jan Jansen, schoenontwerper
- 1995 Doorlopende opdrachten voor gordijnen cruiseschepen van de  Holland-Amerika Lijn
- 1992 Aankoop door modeontwerper Kansai Yamamoto, samenwerking met Richard Tuttle voor de tentoonstelling in Museum Boijmans van Beuningen, Rotterdam.
- 1992 Expositie Desender Interior Design, Oostende.
- 1992 Expositie The Frozen Fountain, Amsterdam
- 1992 Opdrachten van couturehuizen: Louis Féraud, Jean-Charles de Castelbajac, Claude Montana en Frans Molenaar
- 1989 Solotentoonstelling Fede Cheti Tessuti d'Arte, Milaan
- 1988 Derde prijs van de Prix International du Lin, Interior Design, Milaan Eerste museale aankoop, Textielmuseum, Tilburg
- 1985 Eerste solotentoonstelling van stoffen in het Westfries Museum, Hoorn

- Gemeinsame Normdatei: 174342667
- International Standard Name Identifier: 0000 0003 5810 4251
- Nederlandse Thesaurus van Auteursnamen: 152823697
- RKD-Nederlands Instituut voor Kunstgeschiedenis: 45775
- Union List of Artist Names: 500707603
- Virtual International Authority File: 202424599
- WorldCat: E39PBJgCR9Yjx8X8Y3yb8qChHC